# Carroll County, Illinois
Carroll County är ett administrativt område i delstaten Illinois, USA, med 15 387 invånare. Den administrativa huvudorten (county seat) är Mount Carroll. 

## Geografi
Enligt United States Census Bureau så har countyt en total area på 1 206 km². 1 150 km² av den arean är land och 56 km²  är vatten.

### Angränsande countyn
- Stephenson County - nordost
- Ogle County - öster
- Whiteside County - syd
- Clinton County, Iowa - sydväst
- Jackson County, Iowa - väst
- Jo Daviess County - nordväst